# Accenttecken
Accent (/aksaŋ/, "ack-sang"; även "ack-sennt") eller accenttecken är en liten streckmarkering som används i text för att ge anvisningar om hur ett ord uttalas. Accenter förekommer i skrift som använder det latinska alfabetet.
De vanligaste accentmarkeringarna är grav accent ( ` ), akut accent ( ´ ), cirkumflex ( ^ ) och tilde ( ~ ). I många språk är accentmarkeringar diakritiska tecken, och anger ibland ordaccent.

## I olika språk

### Germanska språk

#### Danska
I danskan skiljer man ibland på gør "gör" och gør "skäller", genom att skriva det senare ordet med akut accent, alltså som gǿr.

#### Färöiska och isländska
På isländska räknas tecken med akut accent som egna bokstäver, så man har t. ex. både o och ó i alfabetet. På färöiska används akut accent på samma sätt, men bokstäverna står för andra ljud än i isländska.

#### Svenska
I svenskan förekommer akut accent i lånord, där den anger var man ska lägga betoningen.
Akut accent brukar vanligen också innebära att den accentuerade vokalens stavelse har lång vokal. Den särskiljer därmed ord i språket som annars skulle få likadan stavning, till exempel idé och ide liksom armén och armen. Regelbundet används dock akut accent bara över e i ordfinala stavelser.
Grav accent används i ordet à, exempelvis i uttrycket à la carte. Övriga accenttecken används i princip bara i skrift av dialektala ord (som i Feskekôrka – se även svenskans tionde vokal), lånord (entrecôterev och namn (São Paulo).

### Romanska språk

#### Franska
I franskan är grav accent, akut accent, trema, cedilj och cirkumflex en form av diakritiskt tecken som används för att ange uttalskaraktär för vissa vokaler.

#### Italienska
I italienskan används både grav och akut accent som betoningsmarkeringar. Bland annat finns grav accent i slutet av ord och namn som libertà och giù.

#### Katalanska, portugisiska och spanska
Språken på Iberiska halvön använder ett antal olika accenter. I katalanskan är grav och akut accent vanliga, med betoning och särskiljande betydelse. Se vidare katalanska alfabetet för mer information om stavningsregler.
I portugisiskan används ett stort antal accenter. I spanskan används i första hand akut accent, både som betoningsmarkör och – i likhet med i katalanskan – som betydelseskiljare.

## Att generera tecknen
På skrivmaskiner och datorer är tangenterna för accenter vanligtvis inställda så att de inte flyttar fram pappret eller markören, utan låter nästa tecken skrivas på samma plats. På datorer syns vanligen inget då man skriver accenttecknet ("död tangent"), utan först då man skrivit också tecknet accenten skall kombineras med.
De vanligaste eller viktigaste accenterna, enligt tangentbordets målgrupp, finns utmärkta direkt på tangentbordet. Om språkinställningarna skiljer sig från vad tillverkaren tänkt kan märkningarna saknas eller visa fel. Så är t.ex. "finskt internationellt tangentbord" (SFS 5966) en tangentbordslayout tänkt att användas med tangentbord avsedda också för den svenska marknaden, där tangentbordslayouten vanligen saknar många av tecknen, bland annat "ˇ", som används i finska och samiska.